# Colom del Camerun
El colom del Camerun (Columba sjostedti) és una espècie d'ocell de la família dels colúmbids (Columbidae) que habita les zones boscoses del golf de Guinea, al nord-est del Camerun, zona limítrofa de Nigèria i l'illa de Bioko.